# Ганноверський університет імені Готфріда Вільгельма Лейбніца
Ганноверський університет імені Готфріда Вільгельма Лейбніца (нім. Gottfried Wilhelm Leibniz Universität Hannover, також Ганноверський університет імені Лейбніца (Leibniz Universität Hannover, скор. LUH) — вищий навчальний заклад у німецькому місті Ганновері.

## Загальні відомості
Ганноверський університет є другим за величиною (після Геттінгенського університету) вищим навчальним закладом в землі Нижня Саксонія. Тут навчаються 20 758 студентів (на навчальний рік 2010/2011), з них — 3 138 — іноземні студенти. Число співробітників університету становить 3.670 осіб, з них — 315 професорів. Бюджет навчального закладу це близько 309 мільйонів євро (на 2007). Президент університету — Фолькер Еппінг. Орієнтований переважно на вивчення технічних дисциплін Ганноверський університет є частиною Ніжнесаксонськой технічної вищої школи ((NTH)).

## Відомі випускники
- Урсула фон дер Ляєн — міністр оборони Німеччини, президент Європейської комісії (з 2019).
- Рудольф Дільс — перший керівник гестапо. Почесний член і почесний сенатор університету у свої роки.